# Daniel Cohen (généticien)
Pour les articles homonymes, voir Daniel Cohen et Cohen.
Daniel Cohen, né le 25 février 1951 en Tunisie, est un généticien français et ancien professeur de génétique médicale de l’Université Paris VII. Il dirigea la réalisation de la première carte du génome humain en 1993 puis s'orienta vers la recherche en médecine de précision et l'utilisation de l'intelligence artificielle en santé, en particulier pour le développement de thérapies multimodales (en).

## Biographie

### Jeunesse et études
Daniel Cohen est né le 25 février 1951 en Tunisie. En 1978, il arrive au laboratoire de Jean Dausset à l’Hôpital Saint-Louis afin d’y faire son internat en immunogénétique. Il est diplômé de médecine en 1983 à l'Université Paris VII. Pianiste de formation, il obtient le premier prix au conservatoire de Saint-Germain-en-laye.

### Recherche sur le génome humain
En 1983, il cofonde et dirige le Centre d'étude du polymorphisme humain (CEPH) aux côtés de son président Jean Dausset, prix Nobel de médecine  pour contribuer à l’établissement de la carte génétique et physique du génome humain et à la localisation des gènes des maladies génétiques. Daniel Cohen s'associe en 1984 à l'entreprise Bertin pour développer des « bio-robots », machines permettant d'accélérer la cartographie du génome.
En 1990, il est l'un des fondateurs du Généthon, avec le CEPH et l'Association française contre les myopathies. Il y géra notamment l'équipe internationale chargée de construite la première carte physique du génome humain, achevée en 1993.
Le CEPH a été également à l’origine de la première étude génétique du vieillissement menée sur plus de 800 centenaires, et dont Daniel Cohen est co-auteur, avec le projet Chronos et le chercheur François Schéchter,.

### Activités entrepreneuriales dans la médecine de précision
En 1993, Daniel Cohen co-fonde Millennium Pharmaceuticals avec notamment Mark Levin, Jeffrey Friedman et Eric Lander. C’est la première entreprise de biotechnologie à introduire la génomique dans la recherche pharmaceutique, avec pour objectif de concevoir des médicaments dirigés contre des protéines cibles dont les gènes sont associés à des maladies spécifiques donc pertinentes. Cette approche ouvre la voie à des partenariats industriels comme Roche, Lilly, AstraZeneca, Bayer.. Millenium est acquise en 2008 par Takeda pour 9 milliards de dollars.
Daniel Cohen quitte le CEPH en 1996 pour devenir co-directeur général, responsable de la recherche de Genset, une entreprise de biotechnologie francaise,. Chez Genset, Daniel Cohen se concentre sur la mise en œuvre des études d’association pangénomique. En 1997, Genset signe le tout premier accord de médecine personnalisée avec la société pharmaceutique Abbott. Initialement, cette approche avait suscité la résistance de nombreuses entreprises pharmaceutiques, inquiètes des risques de segmentation des marchés. Genset est acquise en 2002 par Serono que Daniel Cohen quitte avec son équipe en 2005.
Il cofonde en 2002 l'entreprise singapourienne Moleac, qui cherche à combler les lacunes thérapeutiques occidentales en identifiant des solutions issues de la médecine traditionnelle chinoise.
En 2007, Daniel Cohen est cofondateur et président directeur général de la société Pharnext SA à Issy-les-Moulineaux. L'objectif principal de Pharnext est d’utiliser l'intelligence artificielle pour développer la pléothérapie, une nouvelle approche reposant sur la pléiotropie et consistant à concevoir des combinaisons synergiques de médicaments existants, administrées à faibles doses et repositionnées pour traiter des maladies sans solution thérapeutique. En 2017, la société Tasly (en) achète une licence commerciale à Pharnext pour le marché chinois. Daniel Cohen quitte la direction de Pharnext en 2020. La société, qui était cotée sur Euronext à Paris, cesse ses activités en 2024 par manque de financement.
En 2022, il cofonde la société Tangramed.

### Autres activités
Dans les années 1990, Daniel Cohen reprend des études de direction d'orchestre, et donne depuis des concerts de charité. Il accompagne au piano Barbara Hendricks pour l'orchestre du Téléthon en 1992. Il s'implique dans La Fabrique Opéra, un projet culturel qui vise à rendre l’opéra accessible à tous. Soutenu par Shimon Peres, Yasser Arafat et la royauté jordanienne, il initie en 1995 un projet visant à créer un grand institut de recherche dans les déserts israélo-palestino-jordaniens, sur les rives du Jourdain.

## Distinctions

### Décorations
- Chevalier dans l’ordre national du mérite (1991)
- Chevalier de la Légion d'honneur (1997)

### Prix
- 1985 : prix Louis Daniel Beauperthuy décerné par l'Académie des sciences[29].
- 1999 : Golden Plate Award par l'American Academy of Achievement[30].

## Livre
- Les Gènes de l'espoir, chez Robert Laffont  (ISBN 978-2-221-07530-2)